# Gastrocentrum
Gastrocentrum (лат.) — род жуков из семейства пестряков подсемейства Tillinae.

## Описание
Жуки с продолговатым телом длиной 9-29 мм, обычно одноцветно тёмно-коричневой окраски. Ротовые органы направлены вниз. Глаза немного шире переднеспинки. Переднеспинка длинная колокольчатая, суженная сзади, переднее поперечное вдавление слабое, поверхность переднеспинки пунктированная, слабо морщинистая, покрыта длинными желтыми волосками. Надкрылья продолговатые, бока их параллельны, передний гребень тянется от плечевого угла до щитка. Внутренняя поверхность с клиновидным выступом на середине каждого надкрылья. Лапки пятичлениковые, Первые четыре членика более или менее двулопастные и с заметными пульвиллами. Коготки с одним внутренним зубцом. Представители этого рода отличаются от близкого рода Isocymatodera расширенными вершинными (от 7-го или 8-го) члениками усиков и строением гениталий самцов.

## Биология
Имаго собраны под корой терминалии арджуна.

## Классификация
Включает девять видов.

## Распространение
Обитают в Ориентальной области и Австралии.